# Liste von Eisenbahnunfällen in Namibia
Die Liste von Eisenbahnunfällen in Namibia führt in chronologischer Reihenfolge Unfälle in Namibia (und den Vorgängerstaaten Deutsch-Südwestafrika und Südwestafrika) im Schienenverkehr auf, bei denen der Verlust von Menschenleben zu beklagen war oder großer Schaden verursacht wurde.

## Eisenbahnunfälle
| Datum                     | Ort/Bahnstrecke                                             | Unfallhergang | Schäden                                                      | Todesopfer |
| ------------------------- | ----------------------------------------------------------- | --- | ------------------------------------------------------------ | ---------- |
| 25. März 1977             | in Keetmanshoop (Windhoek–Keetmanshoop)                     | | ein Fahrgast ums Leben gekommen                              | 1          |
| 28. August 2007           | 10 km südlich von Windhoek (Windhoek–Nakop)                 | fehlende Bremskraft aufgrund eines nicht befestigten Vakuumschlauchs                                                         | Fahrer zu Tode gekommen; hoher Sachschaden                   | 1          |
| 7. Dezember 2009          | in Mariental (Windhoek–Nakop)                               | | ein Fahrgast (Kind) verstorben, 42 Verletzte                 | 1          |
| Juni 2010                 | in Okahandja (Windhoek–Kranzberg)                           | Zusammenstoß mit Fahrzeug auf einem Bahnübergang                                                                             | Fahrer des Fahrzeuges verstorben                             | 1          |
| 1. August 2013            | Bahnhof Kranzberg (Kranzberg–Walvis Bay)                    | Zusammenstoß mit einem anderen Zug nach einer Entgleisung                                                                    | hoher Sachschaden                                            | 0          |
| 6. Juni 2015              | bei Kalkfeld (Kranzberg–Otavi)                              | Auffahrunfall auf nicht entfernte leere Treibstoffwaggons                                                                    | Stellvertretender Fahrer zu Tode gekommen; hoher Sachschaden | 1          |
| 5. Juli 2015              | bei Wilhelmstal (Windhoek–Kranzberg)                        | Zusammenstoß eines Güter- und kombinierten Zuges                                                                             | 26 Verletzte; hoher Sachschaden                              | 0          |
| 13. Juli 2015             | bei Walvis Bay (Kranzberg–Walvis Bay)                       | Entgleisung eines mit Säure beladenen Zuges                                                                                  | hoher Sachschaden                                            | 0          |
| 22. September 2015        | bei Uuhuma (Tsumeb–Oshikango)                               | Zusammenstoß mit Fahrzeug auf einem Bahnübergang                                                                             | ein Fahrgast (Kleinkind) verstorben, 6 Verletzte             | 1          |
| 6. August 2016            | bei Aiyandja (Tsumeb–Oshikango)                             | Zusammenstoß mit Fahrzeug | Fahrer des Fahrzeuges verstorben                             | 1          |
| 16. Juni 2017             | in Usakos (Kranzberg–Walvis Bay)                            | Person wurde von Zug erfasst                                                                                                 | Fußgänger verstorben                                         | 1          |
| 28. Dezember 2017         | in Okahandja (Windhoek–Kranzberg)                           | Zusammenstoß mit Fahrzeug auf einem Bahnübergang                                                                             | Fahrer des Fahrzeuges verstorben                             | 1          |
| 28. Mai 2018              | bei Omuthiya (Tsumeb–Oshikango)                             | Person lag auf den Schienen                                                                                                  | Person vom Zug erfasst                                       | 1          |
| 12. oder 13. Oktober 2018 | in Mariental (Windhoek–Nakop)                               | Person lag auf den Schienen                                                                                                  | Person vom Zug erfasst                                       | 1          |
| 24. Dezember 2018         | bei Kombat (Otavi–Grootfontein)                             | Personen lagen auf den Schienen                                                                                              | Personen vom Zug erfasst                                     | 2          |
| 29. April 2019            | in Mariental (Windhoek–Nakop)                               | Lkw stand auf den Schienen                                                                                                   | Fahrzeug vom Zug erfasst                                     | 0          |
| 11. Juni 2019             | bei Kranzberg (Kranzberg–Walvis Bay)                        | Frontalzusammenstoß zweier Fahrzeuge, wonach ein LKW eine Brücke hinab auf die Schienen fiel und von einem Zug erfasst wurde | Fahrzeug vom Zug erfasst                                     | 0          |
| 30. Juni 2019             | zwischen Tsumeb und Oshivelo (Bahnstrecke Tsumeb–Oshikango) | Fahrzeug stand auf Schienen                                                                                                  | Fahrzeug zerstört, 3 Verletzte                               | 0          |
| 23. Dezember 2020         | südlich von Tses (Windhoek–Keetmanshoop)                    | Entgleisung durch unterspültes Gleisbett aufgrund anhaltendem Regen                                                          | bis zu 61 Verletzte; sehr hoher Sachschaden                  | 0          |
| 16. März 2021             | in Swakopmund (Kranzberg–Walvis Bay)                        | Entgleisung durch unangemessene Geschwindigkeit                                                                              | mind 2 Verletzte; sehr hoher Sachschaden                     | 1          |
| 25. Mai 2021              | Windhoek-Döbra (Windhoek–Kranzberg)                         | Entgleisung von sieben Tankwaggons                                                                                           | sehr hoher Sachschaden durch Explosion                       | 0          |
| 10. September 2021        | bei Aus (Lüderitz–Seeheim)                                  | Entgleisung eines mit Mangan beladenen Zuges                                                                                 | hoher Sachschaden                                            | 0          |
| 21. Juli 2022             | bei der Rössing-Mine (Kranzberg–Walvis Bay)                 | Entgleisung eines Güterzuges                                                                                                 | hoher Sachschaden                                            | 0          |
| 21. April 2023            | (Lüderitz–Seeheim)                                          | Entgleisung eines Güterzuges                                                                                                 | Tote und Verletzte nach Entgleisung                          | 2          |
| 10. Juli 2023             | in Karibib (Kranzberg–Walvis Bay)                           | Person wurde von Zug erfasst                                                                                                 | Person verstorben                                            | 1          |
| 31. Oktober 2023          | zwischen Otavi und Tsumeb (Otavi–Tsumeb)                    | Person wurde von Zug erfasst                                                                                                 | Person verstorben                                            | 1          |